# ジュヌヴィエーヴ・ド・ゴール＝アントニオーズ
ジュヌヴィエーヴ・ド・ゴール＝アントニオーズ（Geneviève de Gaulle-Anthonioz; 1920年10月25日 - 2002年2月14日）は、フランスの対独レジスタンス活動家、人権擁護・貧困撲滅活動家。フランス第18代大統領シャルル・ド・ゴールの姪。レジスタンス活動でゲジュタポに逮捕されて、ラーフェンスブリュック強制収容所に送られた。パリ近郊のノワジー＝ル＝グランのビドンヴィル（掘立小屋のバラック集落）に住む人々とともに極貧撲滅を目指す団体「ATD第四世界」を立ち上げたジョゼフ・ウレザンスキ神父に出会い、1964年から1998年まで同団体の会長を務めた。この運動の一環として、社会的排除の防止、被排除者に対する基本的権利の保障等を定めた反排除法（1998年）を成立させた。女性初のレジオンドヌール勲章グランクロワ佩綬者であり、没後13年の2015年にパンテオンに合祀された。

## 背景
ジュヌヴィエーヴ・ド・ゴール＝アントニオーズは1920年10月25日、南仏ガール県（オクシタニー地域圏）のセヴェンヌ山脈に囲まれた小村サン＝ジャン＝ド＝ヴァレリスクルに生まれた。父グザヴィエ・ド・ゴールはシャルル・ド・ゴールの兄で、鉱山技師であった。ド・ゴール家は当時「例外的」であり、ジュヌヴィエーヴは後に「反ドレフュス派の環境にあって祖父（アンリ・ド・ゴール）はドレフュス派、ミュンヘン協定（対独宥和政策）を支持する環境にあって叔父と父（グザヴィエ、シャルルら4人兄弟）はこれを批判していた」とし、すでに13歳のときに父に解説してもらいながら『我が闘争』を読んだという。
一家はまもなく父グザヴィエの転勤のためザール炭田のあるザール盆地地域に越した。この地域はヴェルサイユ条約により国際連盟管理下に置かれていたが、同条約により炭田の権利を得たフランスが炭鉱開発を進めていた。母ジェルメーヌはジュヌヴィエーヴが4歳のときに死去した。ジュヌヴィエーヴは姉ジャクリーヌとともにメスの寄宿学校に入った。1938年にジャクリーヌが死去した。

## 対独レジスタンス
1940年、ペタン元帥がドイツと休戦協定を結び、フランスが北部のドイツ占領地域と南部のペタン政府のヴィシー政権が支配する自由地域に分割された。ロンドンに亡命し、自由フランスを結成したド・ゴール将軍がこれに反対して1940年6月18日、ロンドンから対独抗戦（レジスタンス）を呼びかけたとき（6月18日の呼びかけ）、ジュヌヴィエーヴは歴史学専攻の学生であったが、すぐさま占領地区のポスターを破る、街角に掲げられたドイツ軍の旗を取り外す、ビラを配るなど単独でレジスタンス活動を開始した。1941年にパリに出てソルボンヌ大学に学んでいるときに、レジスタンス・グループのなかでも最も早くに結成された民族学者・人類学者のボリス・ヴィルデ、アナトール・ルヴィツキー、ジェルメーヌ・ティヨンらを中心とする「人類博物館」グループの活動に参加し、非合法の新聞を配布したり、諜報活動を行ったりした。ヴィルデ、ルヴィツキーら同グループのメンバーのうち7人は1942年2月23日にモン・ヴァレリアン要塞で銃殺され、ティヨンも1942年8月13日に密告によりゲシュタポに逮捕され、1943年にラーフェンスブリュック強制収容所に送られた。

## ラーフェンブスリュック強制収容所
1943年7月20日、ジュヌヴィエーヴ・ド・ゴールは仲間の密告によりパリ6区の書店で他の約50人の活動家とともに逮捕された。非合法文書の「郵便受け」と呼ばれていた書店であった。彼女はガリアという偽名を使い、偽造身分証明書を持っていたが、逮捕されたとき「ジュヌヴィエーヴ・ド・ゴール」としての身元を隠さなかったという。彼女はフレンヌ刑務所に6か月間拘留された後、ロワイヤリュー通過収容所（コンピエーニュ）に送られた。1944年1月30日、27000輸送部隊で移送され、2月2日にラーフェンブスリュックに収容された。27000輸送部隊とは収容者番号27000番台の女性たち959名の一団で、ジェルメーヌ・ティヨンの母エミリー・ティヨンも同じ列車で移送された。ジュヌヴィエーヴ・ド・ゴールの収容者番号は27372であった。彼女は生還後50年以上にわたって回想録の執筆を勧められていたが拒否し続け、78歳のときにようやく執筆を開始し、60ページほどの著書を2～3週間で一気に書き上げた (回想録『夜を通り抜けて』)。
ラーフェンブスリュック強制収容所でティヨンのほか、ジャクリーヌ・ペリー・ダランクール、アニーズ・ポステル＝ヴィネ、マリー＝クロード・ヴァイヤン＝クルティエらの他の女性レジスタンス活動家と親交を深め、ナチス体制について分析し、対独抗戦の方策を練った。彼女たちはいずれも生還を果たし、それぞれ思想的立場は異なるものの、生涯にわたって活動を共にすることになった。解放前の最後の数か月は、彼女が「掩体壕」と呼ぶ独房に隔離された。ド・ゴールの姪がラーフェンブスリュックに収容されていると知ったハインリヒ・ヒムラーが、彼女を生かしておいてド・ゴールとの交渉の取引材料にしようと考えたからである。彼女は熱心なカトリック信者であったが、後に回想録に「どういうわけか神が存在しなかった。神の存在を疑ったとは言いたくないけれど、この掩体壕には神がいなかった」と書き、またこの経験から、「人間が犯し得る最も恐ろしい犯罪は人間性の破壊である」と繰り返し語っている。

## 戦後
1945年4月25日、ラーフェンブスリュック強制収容所がスイス赤十字社により解放され、ジュヌヴィエーヴ・ド・ゴールは在ジュネーヴ仏総領事であった父グザヴィエ・ド・ゴールに引き渡された。ジュネーヴで元レジスタンス活動家のベルナール・アントニオーズに出会い、翌46年5月28日に結婚した。ベルナール・アントニオーズは戦時中、友人ルイ・アラゴンの『エルザの瞳』をはじめとし、ポール・エリュアール、ジョルジュ・ベルナノス、ジャン・ケイヨール、ピエール・エマニュエル、T・S・エリオット、ジャック・マリタン、エマニュエル・ムーニエ、サン＝ジョン・ペルスなどの占領下で発禁にされた書物を取り寄せてジュネーヴで出版していた。戦後はバルテュス、ジャコメッティ、レジェ、マティスなど近代美術に関する専門書を執筆・編集した。また、ポンピドゥー・センターの最初の構想を提唱したアンドレ・マルローと親しく、マルローが文化相に就任すると、文化省に芸術創造局を設置し局長に就任（1962年）。1967年には国立近代美術館の前身の一つである国立現代美術センターで近代美術コレクションや資料の収集に尽力した。このとき、ジュヌヴィエーヴ・ド・ゴールはマルロー文化相に同省の科学研究担当に任命された。
一方、戦後処理活動においても、レジスタンス元被強制移住・強制収容者国家協会 (ADIR) の設立に参加し、会長に就任。また、1987年5月11日にリヨンのローヌ重罪院で始まったクラウス・バルビーの裁判では、ラーフェンスブリュック強制収容所に関する証言を行った。
この他、アルジェリア独立承認後の1963年にド・ゴール大統領の主導でダヴィッド・ルーセ、ジェルメーヌ・ティヨン、ステファン・エセルら他の元レジスタンス活動家とともにフランス・アルジェリア協会を結成し、さらに、アルジェで発生した爆弾テロ未遂事件の容疑者として民族解放戦線のメンバーであったジャミラ・ブーパシャが逮捕され、拷問を加えられたときには、シモーヌ・ド・ボーヴォワール、ジャン＝ポール・サルトル、ルイ・アラゴン、エメ・セゼール、ガブリエル・マルセル、エルザ・トリオレ、ジェルメーヌ・ティヨンらと共に「ジャミラ・ブーパシャ支援委員会」を結成して拷問を糾弾するなど、人権擁護活動を中心に政治活動にも関わっている。

## 極貧撲滅運動「ATD第四世界」
ジュヌヴィエーヴ・ド・ゴールの方向を決定づけたのはジョゼフ・ウレザンスキ神父との出会いであった。彼はソワソンの司教ピエール・ドゥイヤールによりパリ郊外ノワジー＝ル＝グラン（イル＝ド＝フランス地域圏セーヌ＝サン＝ドニ県）のビドンヴィル（掘立小屋のバラック集落）に派遣され、住民とともに極貧撲滅を目指す団体「ATD第四世界」を立ち上げたが、協会設立のための行政手続きなどにおいて多くの問題に直面していた。彼女は初めてこの「ホームレス収容所」を訪れたとき、その惨状にショックを受け、「もう一つの収容所、あのラーフェンスブリュック強制収容所のことを思い出した。あの風景、あれは生から切り離された場所だった」と語っている。
ジュヌヴィエーヴは「ATD第四世界」の活動を支援し、1964年に会長に就任した。カトリック作家フランソワ・モーリアックなど知識人や政治家の支援を得、アメリカ合衆国での支部設立、貧困研究国際委員会の設置などにより、ATD第四世界は国際運動に発展していった。

## RMI法から反排除法まで
社会的被排除者の声を届けるために政府、国際機関に働きかけていたウレザンスキは、1979年に政府諮問機関「経済社会評議会」の議員に任命され、1987年に長年にわたる調査の結果をまとめた「極貧と経済的・社会的不安定」（通称「ウレザンスキ報告書」）を提出した。貧困と社会的排除を明確に「人権侵害」としたこの報告書でウレザンスキが提言した施策は、ロカール政権による1988年のRMI（社会参入最低所得手当）制度導入として結実した。従来の社会保険とは異なる論理に基づくRMIは、政府によって管理される国庫負担の所得制限付き最低所得保障給付であり、参入最低所得に係る1988年12月1日付法律第88-1088号第1条に、「年齢、心身状況、経済及び雇用状況に関連して、就労が不可能なすべての人々は、社会から生存についての適切な諸措置を享受する権利を有している。生活上の困難な状況にある人々に対する社会的、職業的な参入（包摂）は国民的要請である。この目的において、参入最低所得を、本法で決められた条件のもとで支給する。この参入最低所得は、あらゆる形態の排除、とりわけ教育、雇用、職業基礎教育、健康、住宅の分野における排除を解消することに向けられるとともに、貧困に対する闘いにおけるグローバルな施策の基本的措置の一つである」と定義されている。
1987年10月17日、ウレザンスキの呼びかけにより、世界各国から10万人が飢餓、無知および暴力の犠牲者にオマージュを捧げるためにシャイヨ宮の人権広場に集まった。この結果、1992年に国際連合により「貧困撲滅のための国際デー」が制定されたが、ウレザンスキはこの呼びかけの翌年1988年2月14日に死去した。ジュヌヴィエーヴは同年4月25日に経済社会評議会の委員に任命され、彼の遺志を継いで、「ウレザンスキ報告書」で提唱された「社会的排除対策に係る基本法」（通称「反排除法」）の実現のために奔走した。1992年に経済社会評議会に反排除法案を提出。シラク大統領が確約したにもかかわらずアラン・ジュペ内閣は消極的な姿勢を示していた。いったん国民議会に上程されたものの、1997年に国民議会が解散され、総選挙のために審議は延期された。ジュヌヴィエーヴは、「ゴーリスムを標榜する人間がこのような対応をするとは心外だ」と憤りを隠さなかった。
1997年フランス議会総選挙で社会党が第一党となり、ジョスパン内閣が成立した。反排除法は1998年3月25日、閣議で可決。再び国民議会に上程されて可決、7月29日に施行された。社会的排除対策に係る1998年7月29日付基本法では、第1条で「社会的排除対策はすべての人間の平等な尊厳の尊重に基礎を置く国民的要請である」と謳い、その骨子として基本的権利の保障（雇用、住宅、医療、市民権行使）、社会的排除の防止（多重債務への対応、住宅確保、基本的生存手段の保障、リテラシー）、社会的諸制度の確立の3項目について定めている。
同年、78歳のジュヌヴィエーヴ・ド・ゴールは「ATD第四世界」の会長を辞任し、弁護士ポール・ブーシェに引き継がれたが、以後も「常任ボランティア」として運動を支援した。彼女が強制収容所について回想録を書いたのはこの時のことである。

## 死去・オマージュ
2002年2月14日、パリにて死去、享年81歳。

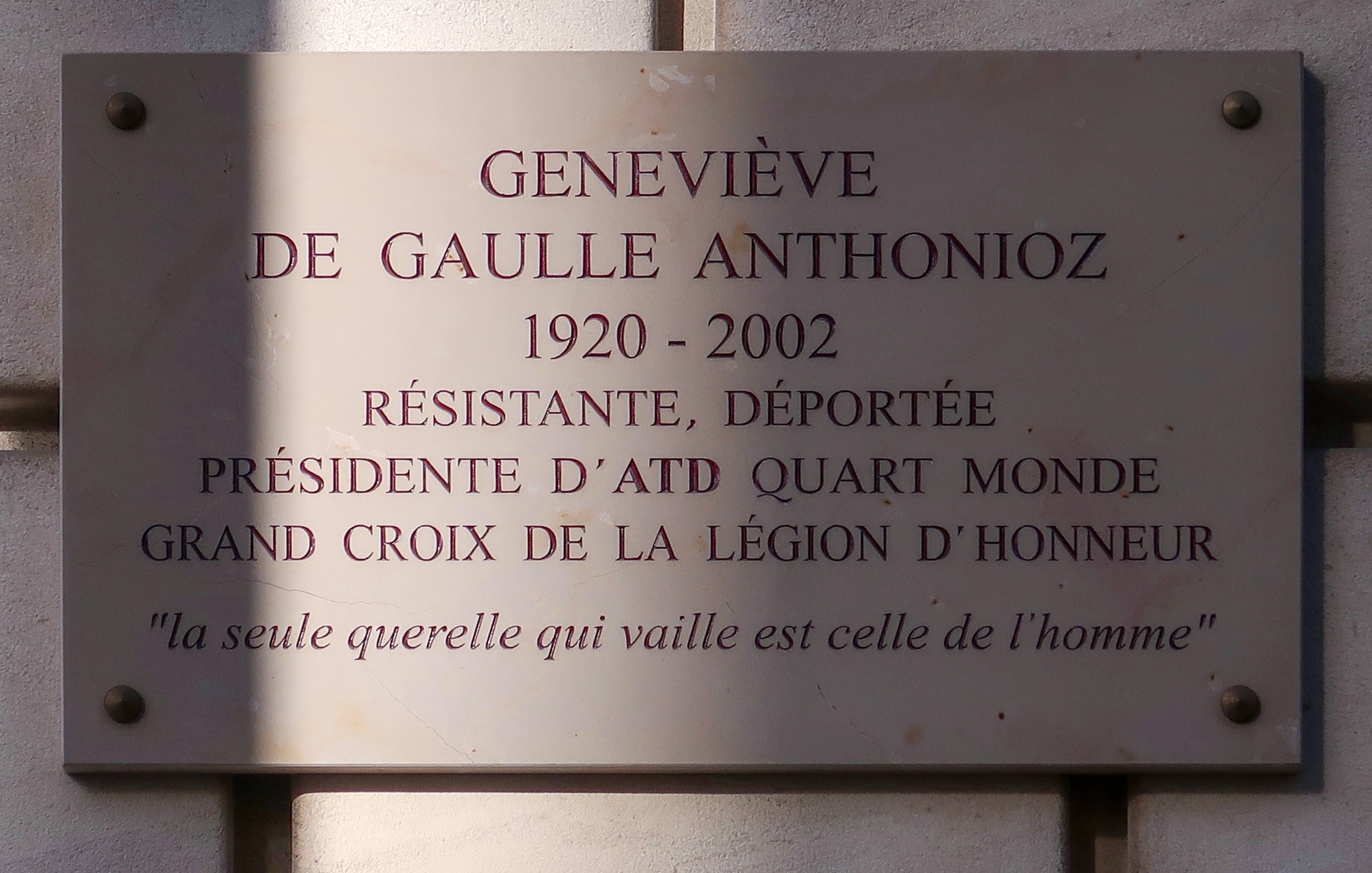
パリ6区ミシュレ通りの記念銘板

2013年3月8日の国際女性デーに、彼女が住んでいたパリ6区ミシュレ通りに記念銘板が設置された。銘板には、「ジュヌヴィエーヴ・ド・ゴール＝アントニオーズ 1920 - 2002 レジスタンス活動家、被強制収容者、ATD第四世界会長、レジオンドヌール勲章グランクロワ」という文言と「行うに値する唯一の闘いは人間の闘いである」という彼女の言葉が刻まれている。
2015年1月7日、ピエール・ブロソレット、ジュヌヴィエーヴ・ド・ゴール・アントニオーズ、ジャン・ゼー、ジェルメーヌ・ティヨンをパンテオンに合祀するとの政令が共和国大統領により公布され、没後13年の2015年5月27日にパンテオンに合祀された。ただし、ジュヌヴィエーヴと夫ベルナールの夫婦別墓を家族が望まなかったため、パンテオンには彼女の墓地の土だけが納められている。
シャルル・ド・ゴールは1954年出版の『大戦回顧録』第1巻をジュヌヴィエーヴに捧げ、献辞に「迅速かつ徹底的に、試練の果てまで、死の淵まで、自由フランスの兵士であり、私にその範を示した愛する姪ジュヌヴィエーヴへ」と書いている。

## 受章・栄誉
女性初のレジオンドヌール勲章グランクロワ佩綬者（1997年）であるほか、戦後、レジスタンス勲章、クロワ・ド・ゲール勲章を授与され、その他国内外の人権賞を受けている。

## 著書
- La Traversée de la nuit (夜を通り抜けて), Le Seuil, 1998, Le Seuil Collection « Points », 2001.
- Le Secret de l'espérance (希望の秘訣), Fayard / Éditions Quart Monde, 2001.
- Lettres à une amie. Correspondance spirituelle (ある女友達への手紙 ― 心の書簡), Parole et Silence, 2005.
- (序文) Lise Lesèvre, Face à Barbie. Souvenirs-cauchemars de Montluc à Ravensbrück (バルビーに対面して ― モンリュックからラーフェンスブリュック), Les nouvelles éditions du Pavillon, 1987.

## 参考資料
- Geneviève de Gaulle-Anthonioz, La Traversée de la nuit, Le Seuil, 1998, Le Seuil Collection « Points », 2001.
- Geneviève de Gaulle Anthonioz. Une vie de résistance, Le Monde, 2002-02-15.
- Geneviève de Gaulle-Anthonioz, Larousse.fr - encyclopédie et dictionnaires gratuits en ligne.